# Скок увис без залета
Скок увис без залета или из места је атлетска дисциплина, коју су познавали још у античкој Грчкој, Ова дисциплина није уобичајена данас, али у прошлости то је био олимпијска дисциплина. Данас се може срести у Норвешкој, на Ретроолимпијади (Retrolympics) која се од 2003. одржава сваке године у Немачкој, где су заступљене дисциплине који су некада биле у програму олимпијских игара и користи се код тренинга скакача увис.

## Техника
При скоку увис без залета, скакач стоји бочно према летвици. Замахује са обе руке и одразом са обе ноге одбацује се увис, да би у ваздуху тзв. маказама прекорачио и прескочио лествицу.

## Олимпијски спорт
Заједно са другим такмичењима скок удаљ без залета је био уврштен у програм Олимпијских игра 1900. у Паризу. Победник је био амерички скакач Реј Јури који је скоком од 1,65 метара постигао олимпијски рекорд, који је остао до скидања ове дисциплине са програма после Олимпијских игара 1912.
Освајачи олимпијских медаља у атлетици за мушкарце у дисциплини скок увис без залета, која је на програму Игара била 4 (5) пута, приказани су у следећој табели са резултатима који су исказани у метрима:
| Дисциплина             |                             | Резултат |                                                                                               | Резултат |                               | Резултат |
| Париз 1900. детаљи     | Реј Јури САД                | 1,655    | Ирвинг Бакстер САД                                                                            | 1,25     | Луис Шелдон САД               | 1,500    |
| Сент Луис 1904. детаљи | Реј Јури САД                | 1,60     | Џозеф Стадлер САД                                                                             | 1,44     | Лосон Робертсон САД           | 1,44     |
| Атина 1906.¹           | Реј Јури · Сједињене Државе | 1,56     | Леон Дипон · Белгија · Лосон Робертсон · Сједињене Државе · Мартин Шеридан · Сједињене Државе | 1,40     | –                             | –        |
| Лондон 1908. детаљи    | Реј Јури САД                | 1,575    | Џон Билер САД Константинос Циклитирас Грчка                                                   | 1,55     | –                             | –        |
| Стокхолм 1912. детаљи  | Плат Адамс САД              | 1,63     | Бенџамин Адамс САД                                                                            | 1,60     | Константинос Циклитирас Грчка | 1,55     |

¹ На десетогодишњицу првих модерних Олимпијских игара одржане су 1906. у Атини тзв. Олимпијске међуигре у организацији Међународног олимпијског комитета. Медаље са ових игара не улазе у збир као олимпијске медаље према тумачењу МОК.

## Познати скакачи
- Реј Јури
- Ирвинг Бакстер
- Луис Шелдон
- Плат Адамс